# Квічаль нільгирійський
Квіча́ль нільгирійський (Zoothera neilgherriensis) — вид горобцеподібних птахів родини дроздових (Turdidae). Ендемік Індії. Раніше вважався підвидом строкатого квічаля.

## Опис
Довжина птаха становить 27-31 см. Верхня частина тіла темна, переважно коричнева, поцяткована золотистими або оливково-жовтими лускоподібними плямками. Нижня частина тіла білувата або жовтувата, поцяткована чорними лускоподібними плямками. Нижня сторона крил біла з чорною смугою.

## Поширення і екологія
Нільгирійські квічалі є ендеміками Західних Гат на південному заході Індії. Вони живуть в підліску вологих гірських тропічних лісів шола. Живляться переважно комахами.